# 快適仮名遣ひ
快適仮名遣ひ（かいてきかなづかい）は、「歴史的仮名遣教室」が開発した歴史的仮名遣によるかな漢字変換を実現する変換辞書。

## 概要
2006年にβ版発表、2008年から一般に頒布開始された。
すべての動詞・形容詞について歴史的仮名遣での種々の語尾変化をカバーし、現代口語文の他、文語の活用・助動詞、漢文訓読体、候文体に対応している。促音、拗音文字の大小は選択的に入力できる。
常用漢字体版と正字体版がある。
広く普及しているがハ行四段活用の動詞を登録できないMicrosoft IMEやOffice IME、またOSを問わず無償で使用できるGoogle 日本語入力においての入力・変換を可能としたため、従来面倒であった歴史的仮名遣による日本語入力作業を画期的に手軽なものとした。